# Inge Borde-Klein
Inge Borde-Klein (* 18. März 1917 in Berlin; † 21. April 2006 ebenda) war eine deutsche Puppenspielerin und Autorin.

## Leben
Inge Borde-Klein, Tochter eines Charlottenburger Bankangestellten, wurde in Berlin geboren und wuchs zunächst in Hamburg und Bremen auf. Sie studierte in Berlin Musik und war einige Jahre als Geigerin und Musikerzieherin tätig. Nach 1945 kam sie eher zufällig mit dem Puppenspiel in Berührung.
Borde-Klein gehörte zu den ersten Mitgliedern des deutschen Zentrums der internationalen Puppenspieler-Vereinigung UNIMA (Union Internationale de la Marionette) und war langjähriges UNIMA-Ehrenmitglied. Sie war auch Mitbegründerin des renommierten Puppentheaters Berlin.
Zu DDR-Zeiten war Borde-Klein eine bekannte Sachbuchautorin zum Thema Figurentheater und Verfasserin zahlreicher Puppenspieltexte. Ihr Interesse galt dabei überwiegend dem Spiel Erwachsener vor Kinderpublikum.
Borde-Klein war verheiratet mit dem Schriftsteller Eduard Klein, mit dem zusammen sie auch mehrere Bücher publizierte. Sie starb 2006 im Alter von 89 Jahren in Berlin.
Sie ist zusammen mit ihrem Mann auf dem Zentralfriedhof Friedrichsfelde in der Reihe der Künstlergräber beerdigt.

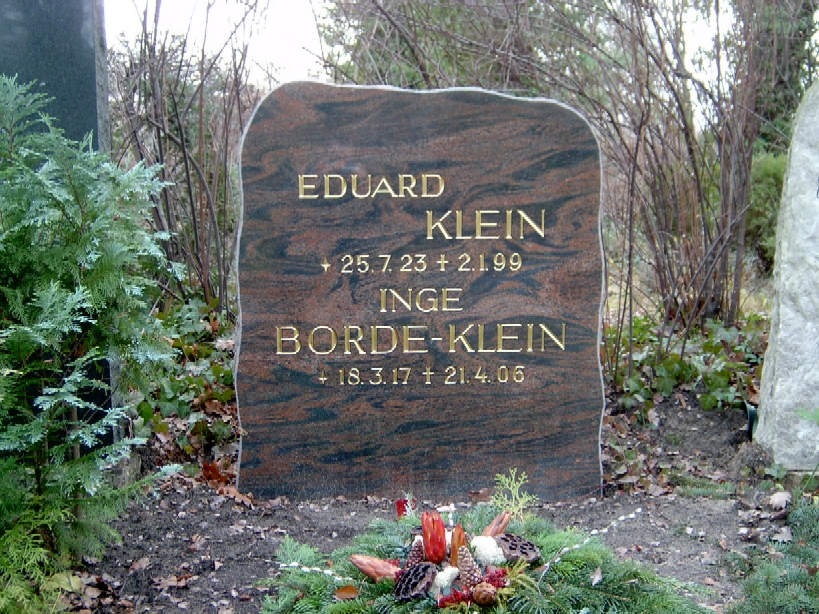
Grabstätte von Inge Borde-Klein und Eduard Klein auf dem Zentralfriedhof Friedrichsfelde

## Ehrungen
- Preis für künstlerisches Volksschaffen 1969
- Vaterländischer Verdienstorden in Bronze 1980

## Werk
Sachbücher
- Inge Borde-Klein (zusammen mit Rudolf Schultz-Debowski): Das große Buch vom Puppenspiel, Berlin o. J.
- Inge Borde-Klein: Puppenspiel, Berlin 1966.

Stücke
- Der Wettlauf, Leipzig 1954.
- Die vier Jahreszeiten, Leipzig 1955.
- Vom Mäuschen, Vögelchen und der Bratwurst, Leipzig 1959.
- Reingefallen, Klauke!, Leipzig 1959.
- Das fliegende Schweinchen. In: Schulfeierbuch, Leipzig 1959.
- Wer fängt Hugo?, Leipzig 1960.

## Hörspiele
- 1986: Mit Eduard Klein: Woher - Wohin Clown Fridolin? – Regie: Uwe Haacke (Kinderhörspiel/Kurzhörspiel – Rundfunk der DDR)